# Muhalala
Muhalala ist ein Verwaltungsbezirk (englisch Ward) des Distrikts Manyoni in der tansanischen Region Singida.

## Geografie
Muhalala ist ein Bezirk im nördlichen Zentralteil von Tansania südöstlich der Distrikthauptstadt Manyoni an der Nationalstraße nach Dodoma. Die größte ethnische Gruppe sind die Wagogo, die rund 70 Prozent der Bevölkerung stellen. Der Großteil der Bevölkerung ist christlich, vor allem lutherisch, etwa 5 Prozent sind Muslime. Bei der Volkszählung 2022 lebten 4780 Menschen in 985 Haushalten auf einer Fläche von 126 Quadratkilometern.
Der Bezirk grenzt im Südwesten an den Distrikt Itigi und sonst an drei Bezirke des Distrikts Manyoni:
| Manyoni     |                                             | Saranda |
|             | Kompassrose, die auf Nachbargemeinden zeigt |         |
| Idodyandole |                                             | Solya   |

## Gliederung
Der Bezirk besteht aus sechs Orten (Kitongoji):
- Barabarani
- Igumila
- Kapiti
- Mbwekoo
- Kati
- Gengeni

## Wirtschaft und Infrastruktur
- Landwirtschaft: Auf dem Grasland mit dichtem Buschwerk wird etwas Landwirtschaft betrieben.[7]
- Bodenschätze: Im Bezirk wird Uran gefunden.[8]
- Gesundheit: In Muhalala gibt es eine staatliche Apotheke.[9]